# Fulgore
Fulgore a Rare által készített Killer Instinct verekedős játéksorozat egyik játékos karaktere. Fulgore az eredeti Killer Instinctben mutatkozott be 1994-ben, mint egy fejlett harci kiborg és a főszereplő Jago nemezise. A karaktert pozitív kritikai fogadtatásban részesítették, és a sorozat egyik ikonjává vált.

## Megjelenés
Az első Killer Instinctben Fulgore egy kiborg, és az utolsó előtti ellenfél az egyjátékos módban. Az Ultratech, a címadó Killer Instinct-torna ötletgazdái által fejlesztett Fulgore az első a tervezett, korszerű kiberkatonákból álló sorozatban. Bár úgy tervezték, hogy egy lovaghoz hasonlítson, hogy segítsen elnyerni az emberek bizalmát, s pletykák szerint a megépítéséhez felhasznált emberi testrészek egy moszkvai szervkereskedelemből származnak. Még mielőtt a Fulgore Mk.I modell elkészült volna, a fejlesztő tudósok csapata máris egy továbbfejlesztett modellen kezdett dolgozni. A Fulgore prototípusát végső tesztként benevezik a Killer Instinct versenyre; ha sikerrel jár, a Fulgore-t sorozatgyártásba helyezik. A folytatásban, a Killer Instinct 2-ben egy új, továbbfejlesztett Fulgore modellt készítenek, miután az első Fulgore-t Jago elpusztította az első versenyen. Célja, hogy megölje Jagót, akit halálos riválisának tekint. Végül Jago és húga, Orchid legyőzi.
Egy harmadik Fulgore-modell is megjelenik Xbox One-ra újraindított Killer Instinctben, hogy segítsen megvédeni az Ultratechet az ellenséggel szemben, és az első évad arcade módjának utolsó ellenfeleként szerepeljen. Azonban elkezd öntudatra ébredni és szembeszállni a beprogramozásával Eagle, Thunder eltűnt öccsének maradék emlékei miatt, akinek elméjét Fulgore neurális hálózatának tervrajzaként használtak fel. Egy, a Fulgore-vonalat közvetlenül megelőző harci android prototípus is megjelent, becenevén Kilgore, amely számos támadást megoszt a Fulgore-ral.
A játékokon kívül Fulgore megjelent az 1996-os Killer Instinct képregénysorozatban, ami az első alkalom volt, hogy az Eagle és Fulgore közötti kapcsolatot a Killer Instinct médiában feltárták. Fulgore a 2017-es képregénysorozatban is megjelenik, mint az Ultratech által használt számos általános drón egyike. Fulgore egyike volt annak a hat Killer Instinct-karakternek, akik a Viva Piñata: Trouble in Paradise című videojátékban is feltűntek Piñata Vision Card-ként. Ezen kívül egy „Fulgore's Fist” nevű fegyvert is feloldhatnak a játékosok a Banjo-Kazooie: Nuts & Bolts játékban.

## Játékmenet
Az első két játékban Fulgore elsődleges fegyverei a karjára szerelt plazmapengék. Különféle mozdulatokat tud végrehajtani ezekkel a fegyverekkel: egyszerűen csak egy normál csapást, egy erősebb plazmacsapást, valamint egyszerre akár három lövedéket is kilőhet. Fulgore szemei fegyverként funkcionálnak, egy sor lézert és plazmát tud kilőni belőlük. Feje átalakulhat gépfegyverré, hogy végezzen az ellenséggel, vagy egy óriási plazmaágyúvá, hogy megolvassza az ellenfelet, bár ez a két fegyver nem használható közvetlen harcban, hanem inkább a karakterek kivégzésére lehet használni. Fulgore rendelkezik azzal a képességgel, hogy az ellenfél mögé teleportáljon, melynek során feketévé válik és újra megjelenik. Fulgore egy "Robotszem" nevű technikát is használ, amelyben a szeméből kis mennyiségű plazma szabadul ki, és amelyet csak közelről lehet végrehajtani. Fulgore utolsó technikája a lövedékek kivédésének képessége, amely során Fulgore egy kék pajzzsal vonja be a testét. A Killer Instinct 2-ben további, Predator-szerű képességet is kap, amellyel láthatatlanná válhat. Fulgore a pengéit rúgásokkal (különösen köríves rúgásokkal) kombinálva használja, és képes egy Jagoéhoz hasonló nagy felütésre is. A "Robotszem" egy kombó részeként, valamint a kilőtt lövedékeket a kombó befejezéséhez használható.
Fulgore új verziója (korábban csak egy artbookban és a karakterlistában kiszivárgott) a 2014. áprilisi frissítéssel játszható karakterként került a KI 2013-as verziójába.

## Fordítás
- Ez a szócikk részben vagy egészben  a   Fulgore című angol Wikipédia-szócikk fordításán alapul.  Az eredeti cikk szerkesztőit annak laptörténete sorolja fel. Ez a jelzés csupán a megfogalmazás eredetét és a szerzői jogokat jelzi, nem szolgál a cikkben szereplő információk forrásmegjelöléseként.